# داوود میرباقری
سید داود میرباقری (۸ خرداد ۱۳۳۷)، کارگردان و فیلمنامه‌نویس اهل ایران است. او با ساخت سریال‌های امام علی و مختارنامه به شهرت رسید.
در حال حاضر، او در حال ساخت سریال سلمان فارسی  است.

## زندگی
وی فارغ‌التحصیل مهندسی معدن از دانشگاه امیرکبیر تهران است. میرباقری پس از گذراندن یک دوره سه ساله هنرآموزی تئاتر در «تئاتر شهر» در سال ۱۳۵۹ فعالیتش در تئاتر و همزمان در تلویزیون را آغاز کرد. او اولین بار سینما را با نویسندگی و کارگردانی فیلم «آدم‌برفی» تجربه کرد. فیلمی که تا مدت‌ها توقیف بود و پس از رفع توقیف اکران شد. از مهمترین سریال‌های تلویزیونی وی سریال امام علی است که مربوط به دوران حکومت علی بن ابی طالب است، این سریال محصول سال ۱۳۷۵–۱۳۷۰ است.
حدود ۸ سال از زندگی میرباقری صرف ساخت سریال (مختارنامه) شده‌است.
در مرداد ۱۳۹۰ از در اندیشه داشتن ساخت فیلمی با محوریت زندگی سلمان فارسی خبر داد.
میرباقری در سال ۱۳۹۳ نشان افتخار جهادگر عرصه فرهنگ و هنر را دریافت کرد و در سال ۱۳۹۶ استادی افتخاری دانشگاه صدا و سیما به وی اعطا شد.
در مراسمی که با تلاش انجمن تجلیل از چهره‌های هنری و فرهنگی شاهرود با همکاری سیما فیلم در تالار شقایق‌های دانشگاه صنعتی شاهرود با حضور جمعی از هنرمندان و کارگردانان سینما و تلویزیون و فرماندار- شهردار- اعضای شورای شهر و نماینده مردم شاهرود جمله برگزار شد از خدمات میرباقری در زمینه فرهنگ و هنر تجلیل به‌عمل آمد. همچنین به‌پاس خدماتش بلواری در شهر بسطام به نام بلوار داوود میرباقری نامگذاری گردید. او یکی از بهترین کارگردانان ادوار سینمای ایران 

## آثار

### مجموعه‌های تلویزیونی
| نام                 | کارگردان           | سال تولید  | پخش از  |
| ------------------- | ------------------ | ---------- | ------- |
| حکایت مسافر گمنام   | سید داوود میرباقری | ۱۳۶۴       | شبکه یک |
| گرگها               | سید داوود میرباقری | ۱۳۶۶–۱۳۶۵  | شبکه یک |
| رعنا                | سید داوود میرباقری | ۱۳۶۸       | شبکه یک |
| امام علی            | سید داوود میرباقری | ۱۳۷۵–۱۳۷۰  | شبکه یک |
| معصومیت از دست رفته | سید داوود میرباقری | ۱۳۸۲       | شبکه سه |
| مختارنامه           | سید داوود میرباقری | ۱۳۸۸–۱۳۸۳  | شبکه یک |
| سلمان فارسی         | سید داوود میرباقری | اکنون_۱۳۹۸ | شبکه سه |

### نمایش خانگی
| نام       | کارگردان           | سال تولید |
| --------- | ------------------ | --------- |
| شاهگوش    | سید داوود میرباقری | ۱۳۹۲      |
| دندون طلا | سید داوود میرباقری | ۱۳۹۴      |

### فیلم سینمایی
| نام      | کارگردان           | سال تولید |
| -------- | ------------------ | --------- |
| آدم برفی | سید داوود میرباقری | ۱۳۷۳      |
| ساحره    | سید داوود میرباقری | ۱۳۷۶      |
| مسافر ری | سید داوود میرباقری | ۱۳۷۹      |

### تئاتر
| سال  | نام            | کارگردان      | محل اجرا               |
| ---- | -------------- | ------------- | ---------------------- |
| ۱۳۷۲ | معرکه در معرکه | سیاوش تهمورث  | تئاتر شهر، سالن چهارسو |
| ۱۳۷۵ | عشق آباد       | داود میرباقری | تئاتر شهر، تالار اصلی  |
| ۱۳۷۸ | دندون طلا      | داود میرباقری | تئاتر شهر، تالار اصلی  |
| ۱۳۸۰ | پرده عاشقی     | داود میرباقری | تئاتر شهر، تالار اصلی  |

### نویسنده
| سال  | فیلم       | کارگردان       |
| ---- | ---------- | -------------- |
| ۱۳۷۸ | مرد بارانی | ابوالحسن داودی |

### بازنویسی فیلمنامه
| سال  | فیلم       | کارگردان    |
| ---- | ---------- | ----------- |
| ۱۳۷۵ | معجزه خنده | یدالله صمدی |

### مشاور فیلمنامه
| سال  | فیلم        | کارگردان       |
| ---- | ----------- | -------------- |
| ۱۳۸۱ | عروس خوش‌قدم | کاظم راست‌گفتار |

## جوایز

### جشن بزرگ سینمای ایران
| سال  | فیلم       | رده              | نتیجه |
| ---- | ---------- | ---------------- | ----- |
| ۱۳۷۶ | معجزه خنده | بهترین فیلم نامه | باخت  |
| ۱۳۷۷ | آدم‌برفی    | بهترین فیلم‌نامه  | باخت  |

### جشن دنیای تصویر
| سال  | سریال     | رده        | نتیجه |
| ---- | --------- | ---------- | ----- |
| ۱۳۹۳ | مختارنامه | تندیس ویژه | برنده |

### منتخب نویسندگان و منتقدان
| دوره | فیلم    | رده             | نتیجه |
| ---- | ------- | --------------- | ----- |
| ۱۲   | آدم‌برفی | بهترین فیلم سال | پنجم  |

### جشنواره تلویزیونی جام جم
| دوره | رویداد                      |
| ---- | --------------------------- |
| ۴    | تقدیر از یک عمر فعالیت هنری |

### نشان افتخار
| سال  | عنوان                   |
| ---- | ----------------------- |
| ۱۳۹۳ | جهادگر عرصه فرهنگ و هنر |